# Неждановка (Омская область)
Неждановка — деревня в Седельниковском районе Омской области. Входит в состав Рагозинского сельского поселения.

## История
Основана в 1889 г. В 1928 г. состояла из 51 хозяйства, основное население — белоруссы. В составе Рагозинского сельсовета Седельниковского района Тарского округа Сибирского края.

## Население
| 1926 | 2010 |
| ---- | ---- |
| 292  | ↘4   |